# Thesmoforia

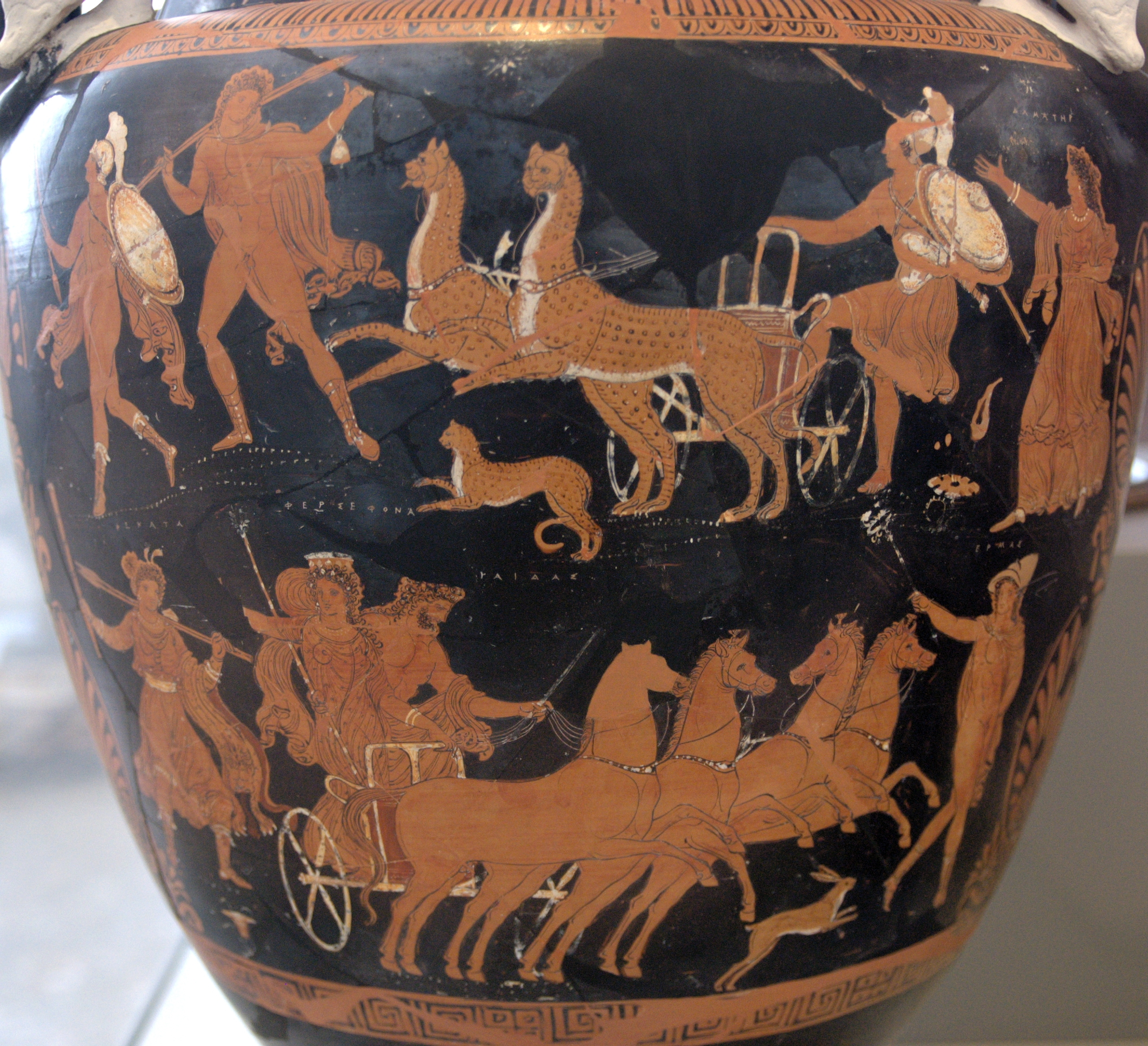
Persefones våldtäkt, rödfigurig keramik cirka 340 f.Kr.

Thesmophoria var en rit och festival som utfördes till Demeters och Persefones ära under antikens Grekland. Denna rit var exklusiv för kvinnor. Under Thesmophoria sammankopplades fruktbarheten i sädeskornet med fruktbarheten hos kvinnan. 
Fria gifta kvinnor med gott rykte var fria att delta i festivalen, och levde utan sexuellt umgänge så länge festivalen varande.  Festivalen bekostades av kvinnornas makar, men män som bevittnade den kunde straffas hårt.
Förberedelsen till Thesmophoria var en mindre rit, Skiraphoria.  Det som är känt av denna rit är att man offrade grisar och avbilder av mansgenitalier i gropar eller i grottor.  Grisen var Demeters djur.  Detta kallades kathodos, nedstigning.  Thesmophoria hölls sedan i tre dagar under hösten.  Man samlade då ihop kvarlevorna av den gris man offrat, och blandade den med sädeskorn på ett altare.  Det kallades anodos, uppstigning.  Under den andra dagen fastade deltagarna, för att symbolisera Demeters sorg över sin dotters bortförande; det kallades nesteia, sorg.
Under den tredje och sista dagen spred man sedan ut blandningen av grisoffret och sädeskornen över åkrarna.  Det kallades kalligeneia, rättvis födelse.  Detta kan eventuellt spegla en koppling till det tidigare "ociviliserade" jägar-/samlarsamhället.[källa behövs]  Under spridningen skulle kvinnorna ägna sig åt ett kraftigt sexuellt präglat och explicit språk, vilket möjligen har sitt ursprung i ritualens förbindelse med fruktbarhet.  Festivalens fokus på fruktbarhet och jordbruk, och att den var reserverad för kvinnor, har ibland tolkats som ett tecken på en tidigare tidsperiod när religionen helt dominerades av kvinnor under ett matriarkat.